# Mülsborn
 Mülsborn  ist ein Stadtteil von Meschede im nordrhein-westfälischen Hochsauerlandkreis. Am 31. Dezember 2023 hatte Mülsborn 44 Einwohner.
Der Ort liegt etwa vier Kilometer südwestlich von Meschede sowie an der Landesstraße 914 und am Schürenbach zwischen Schüren im Süden und Calle im Nordwesten.

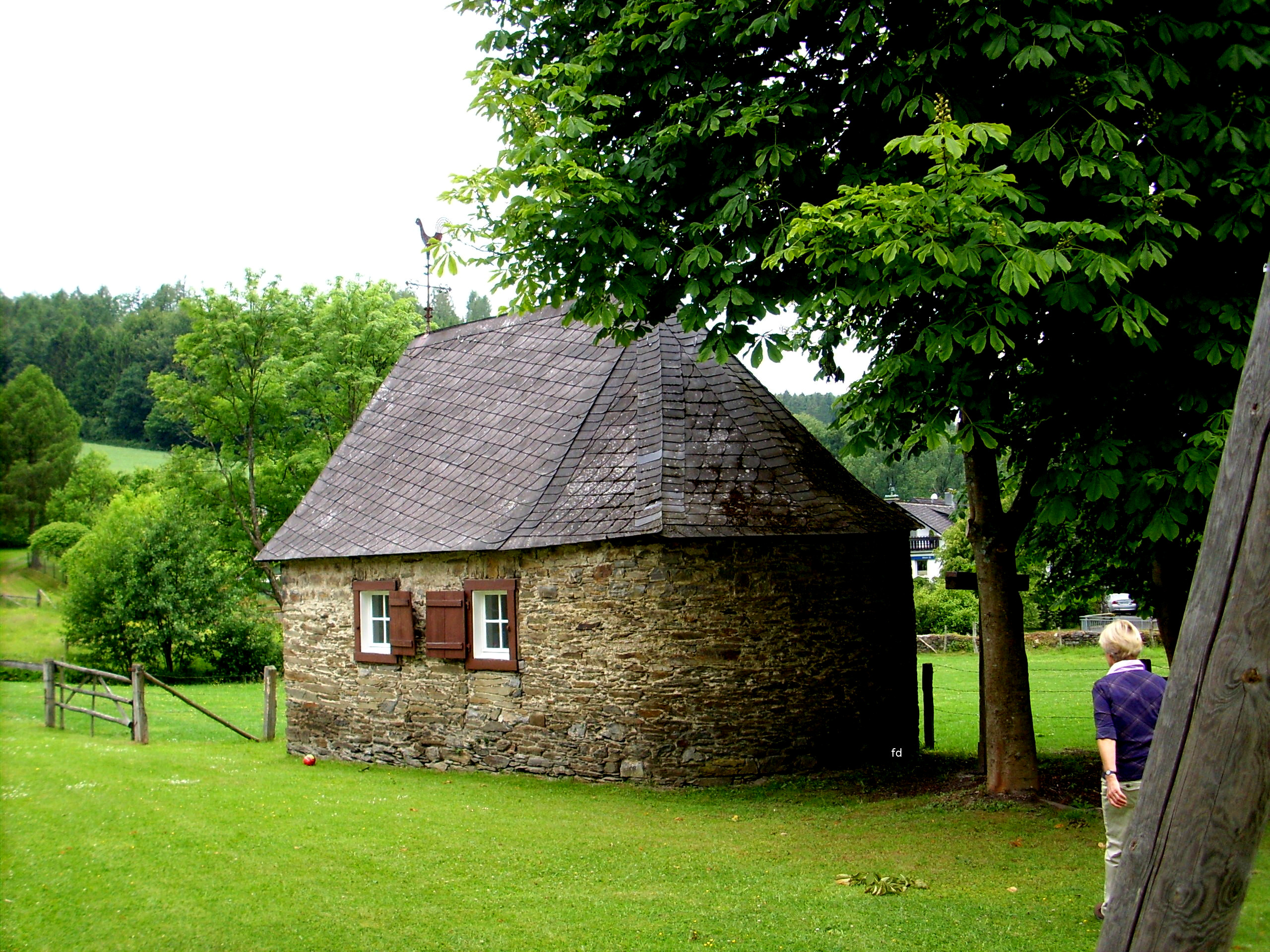
Kapelle von 1730 in Mülsborn

## Geschichte
Die Brüder Cracht, Henniken und Hinrich von Mülsborn ließen im Jahr 1385 einen Streit mit dem Stift Meschede um den Markenzehnten zu Calle durch den Marschall von Westfalen schlichten. Die St. Johannes Nepomuk Kapelle in Mülsborn wurde im Jahr 1730 errichtet.
Mülsborn gehörte bis zur kommunalen Neugliederung, die am 1. Januar 1975 in Kraft trat, zur politischen Gemeinde Calle.